# Елліот Куес
Е́лліот Ку́ес (англ. Elliott Coues; *9 вересня 1842 — †25 грудня 1899) — американський військовий хірург, історик, орнітолог і письменник.